# Lillington
Lillington és una població dels Estats Units i seu del comtat de Harnett a l'estat de Carolina del Nord. Segons el cens del 2000 tenia 2.915 habitants.

## Demografia
Segons el cens del 2000, Lillington tenia 2.915 habitants, 799 habitatges i 484 famílies. La densitat de població era de 282,1 habitants per km².
Dels 799 habitatges en un 25,8% hi vivien nens de menys de 18 anys, en un 39,5% hi vivien parelles casades, en un 18% dones solteres, i en un 39,4% no eren unitats familiars. En el 33,9% dels habitatges hi vivien persones soles el 17,6% de les quals corresponia a persones de 65 anys o més que vivien soles. El nombre mitjà de persones vivint en cada habitatge era de 2,26 i el nombre mitjà de persones que vivien en cada família era de 2,88.
Per edats la població es repartia de la següent manera: un 15,2% tenia menys de 18 anys, un 8,9% entre 18 i 24, un 40,4% entre 25 i 44, un 17,5% de 45 a 60 i un 17,9% 65 anys o més.
L'edat mediana era de 37 anys. Per cada 100 dones de 18 o més anys hi havia 154,1 homes.
La renda mediana per habitatge era de 30.670 $ i la renda mediana per família de 42.366 $. Els homes tenien una renda mediana de 30.305 $ mentre que les dones 23.214 $. La renda per capita de la població era de 13.664 $. Entorn del 12,4% de les famílies i el 20,3% de la població estaven per davall del llindar de pobresa.

## Poblacions més properes
El següent diagrama mostra les poblacions més properes.